# 닐슨코리아
닐슨 코리아(Nielsen Korea)는 대한민국의 TV, 신문, 잡지, 라디오, 광고 등을 조사하는 조사기관이다.

## 연혁
- 1991년 10월 - 대한민국의 여론조사기관인 한국리서치와 미디어리서치가 50대 50으로 합작하여 미디어서비스코리아(MSK)를 설립하였다. 영국의 AGB(Audits of Great Britain)의 피플 미터 방식을 채택하였다.[1]
- 1999년 8월 24일 - AC닐슨 미디어 리서치가 대한민국의 TV 시청률 조사회사인 미디어 서비스 코리아(MSK)를 인수하고 대한민국의 TV 시청률 시장에 진출 하였다.[2]
- 2005년 3월 4일 - 영국의 AGB(Audits of Great Britain)와 AC닐슨이 합병하여 AGB닐슨미디어리서치로 사명을 변경하였다.[3]
- 2013년 AGB닐슨미디어와 합병, '닐슨코리아'로 사명 변경

## 시청률 조사범위
- 주요 조사범위에는 5개의 대도시와 5개의 중간 크기의 도시들에서 선정된 2,050개의 가구가 포함된다.

- - 수도권: 서울특별시와 경기도, 인천광역시의 550가구
  - 기타 대도시: 부산광역시 250가구, 대구광역시 200가구, 대전광역시 160가구, 광주광역시 160가구
  - 기타 중간 크기의 도시: 춘천시, 청주시, 구미시, 창원시, 전주시의 도합 290가구

## 같이 보기
- TNMS
- 한국갤럽